# Balmer (cràter)
Balmer són les restes d'un cràter d'impacte de la Lluna inundat de lava. Balmer es troba a l'est-sud-est del cràter Vendelinus.

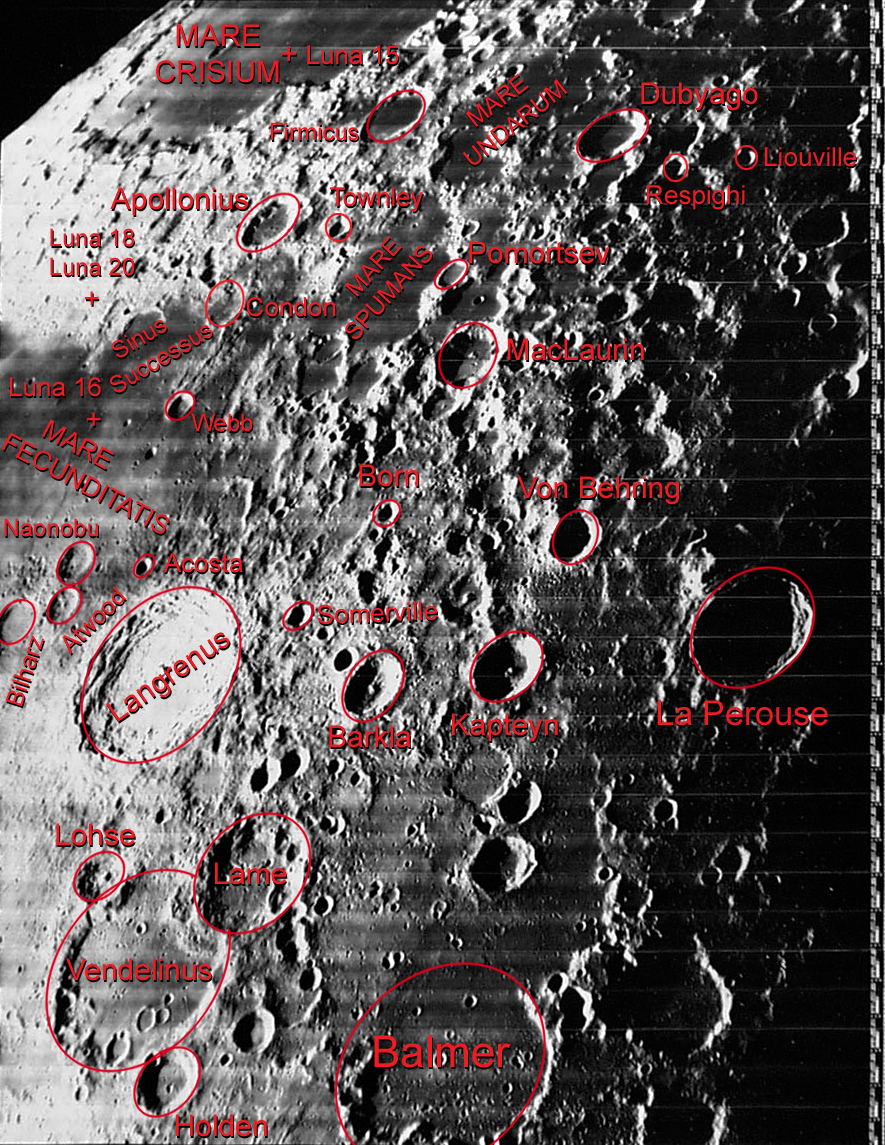
Localització de Balmer (centre inferior de la imatge)
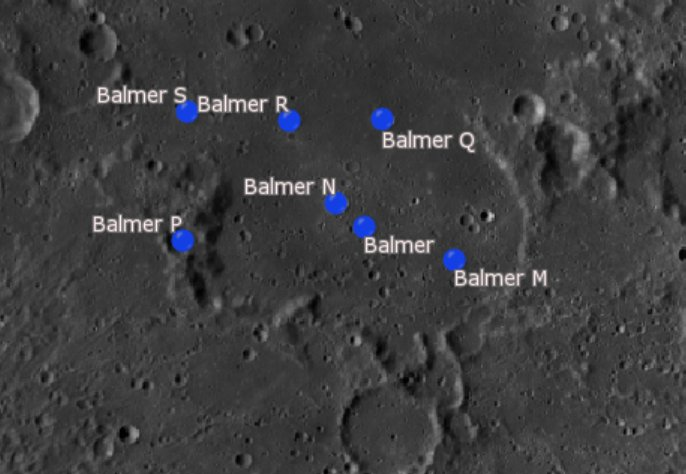
Cràters satèl·lit
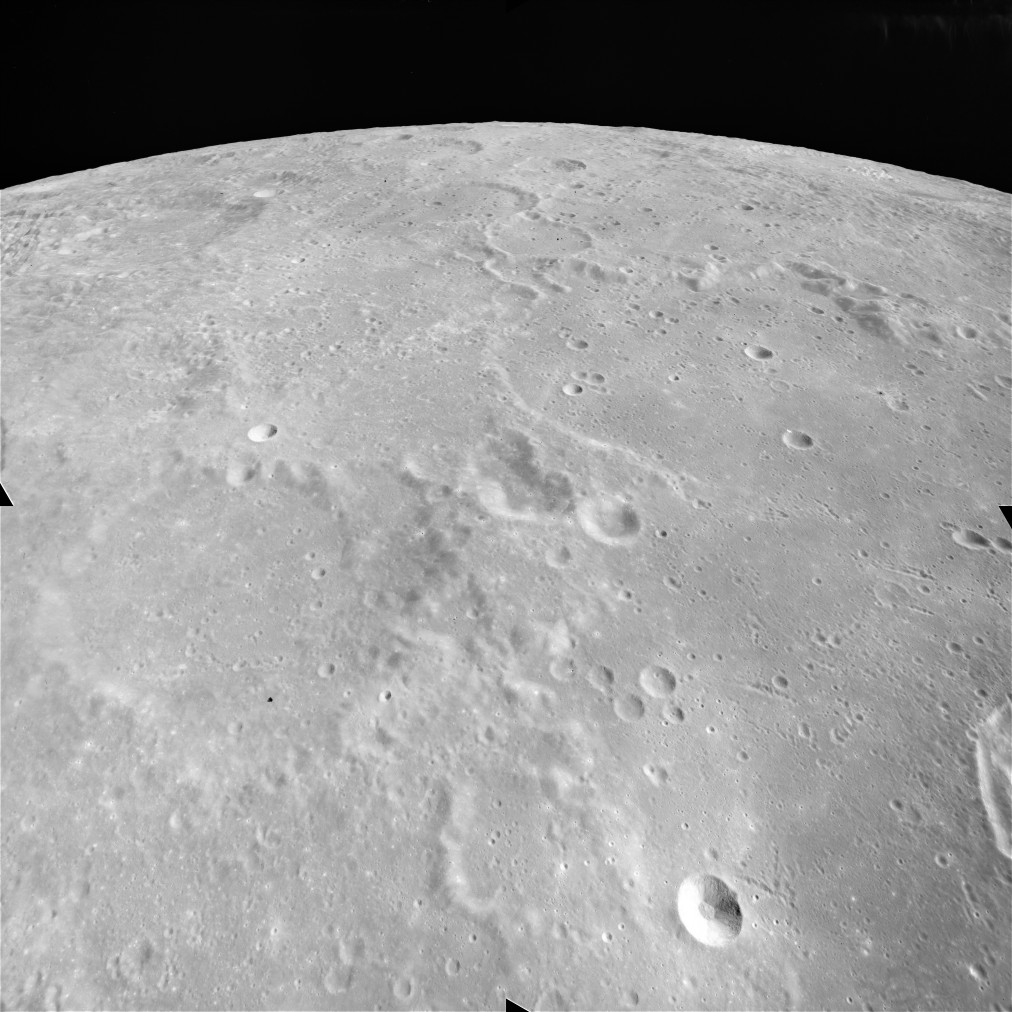
Fotografia de la missió Apollo 15

Només les seccions del sud i de l'est del cràter (molt desgastades) encara es mantenen; la resta està cobert per l'antic flux de lava pel qual va quedar unit a la mar adjacent.

## Cràters satèl·lit
Per convenció aquests elements són identificats en els mapes lunars posant la lletra en el costat del punt central del cràter que està més proper a Balmer.
| Balmer | Coordenades                          | Diàmetre |
| ------ | ------------------------------------ | -------- |
| M      | 20° 42′ S, 71° 30′ E / 20.7°S,71.5°E | 5 km     |
| N      | 19° 54′ S, 69° 54′ E / 19.9°S,69.9°E | 8 km     |
| P      | 20° 24′ S, 67° 42′ E / 20.4°S,67.7°E | 13 km    |
| Q      | 18° 42′ S, 70° 30′ E / 18.7°S,70.5°E | 7 km     |
| R      | 18° 42′ S, 69° 06′ E / 18.7°S,69.1°E | 4 km     |
| S      | 18° 24′ S, 67° 36′ E / 18.4°S,67.6°E | 6 km     |